# Медогонка

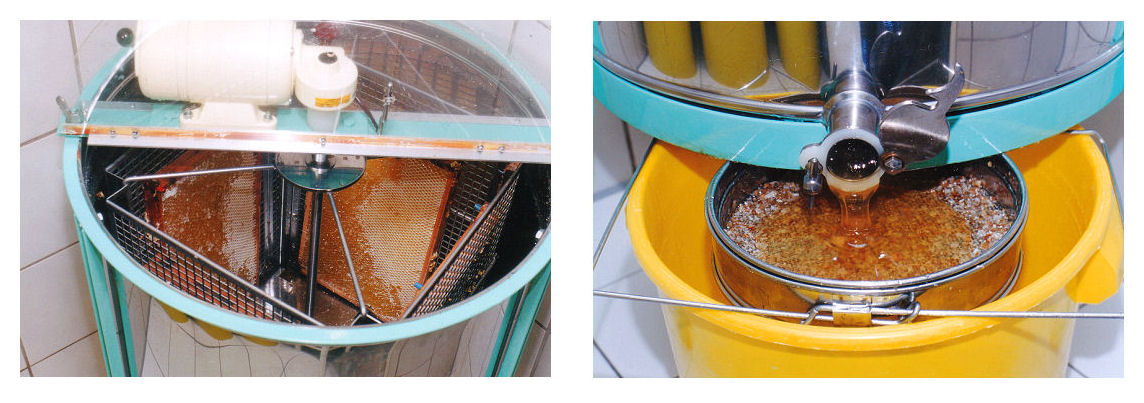
Ліворуч: хордіальна медогонка на 4 рамки;
праворуч: фільтрування меду від воскових домішок на ситі.

Медогонка — пристрій для відкачування меду зі стільникових рамок. Розпечатані рамки поміщають у медогонку, де під дією відцентрової сили мед вибризкується зі стільників на стінки медогонки, стікає і збирається на дні медогонки. Періодично, в міру наповнення медогонки, мед зливають через спеціальний отвір, у ємності для збору та зберігання меду. Якщо ємність призначена для тривалого зберігання меду, його одразу при наливанні фільтрують від крихт воску, бджіл, які потрапили до меду, бджолиного розплоду та інших випадкових сторонніх домішок. Як фільтри використовують спеціальні сита із металевою решіткою і комірками 3 мм або марлю складену в кілька шарів.
Зрілий мед, що містить згідно з стандартом України не більше 20-21% води, як правило, бджоли запечатують в комірки. Щоб запобігти його забрудненню від щойно принесеного бджолами нектару і меду більшої вологості, відкачування необхідно здійснювати у такій послідовності. Стільники, вийняті з вулика попередньо відкачують на медогонці на обертах помірної швидкості з обох боків рамки. Потім розпечатати стільники і відкачати якісний мед з двох боків на швидких обертах іншої медогонки. Мед з медогонок слід злити окремо. Попередньо викачаний недозрілий мед доцільно використати для підгодівлі бджіл. Мед, видобутий після розпечатування, у другій медогонці, є цілком зрілий і не закисатиме. Він може зберігатися за відповідних умов довгі роки. Якщо потрібний мед «лабораторної» чистоти, тоді стільники після першого нерозпечатаного відкачування на короткий час поставте бджолам на «обсушування», за заставну дошку.

## Типи медогонок та їх продуктивність
Усі медогонки поділяються на радіальні й хордіальні. Хордіальні медогонки бувають перекидні, коли касети з рамками легко можна обернути на другу сторону, не витягуючи їх, і неперекидні, коли рамки доводиться виймати, щоб обернути. Найпродуктивніші — радіальні, за рахунок вмісту за один раз великої кількості рамок (20—50 штук).
Зазвичай виготовляють медогонки ручні. Для полегшення праці все частіше на медогонки встановлюють електродвигуни. Інколи для підвищення продуктивності хордіальних медогонок їх спаровують і приводять у дію одним Електродвигуном.

## Галерея

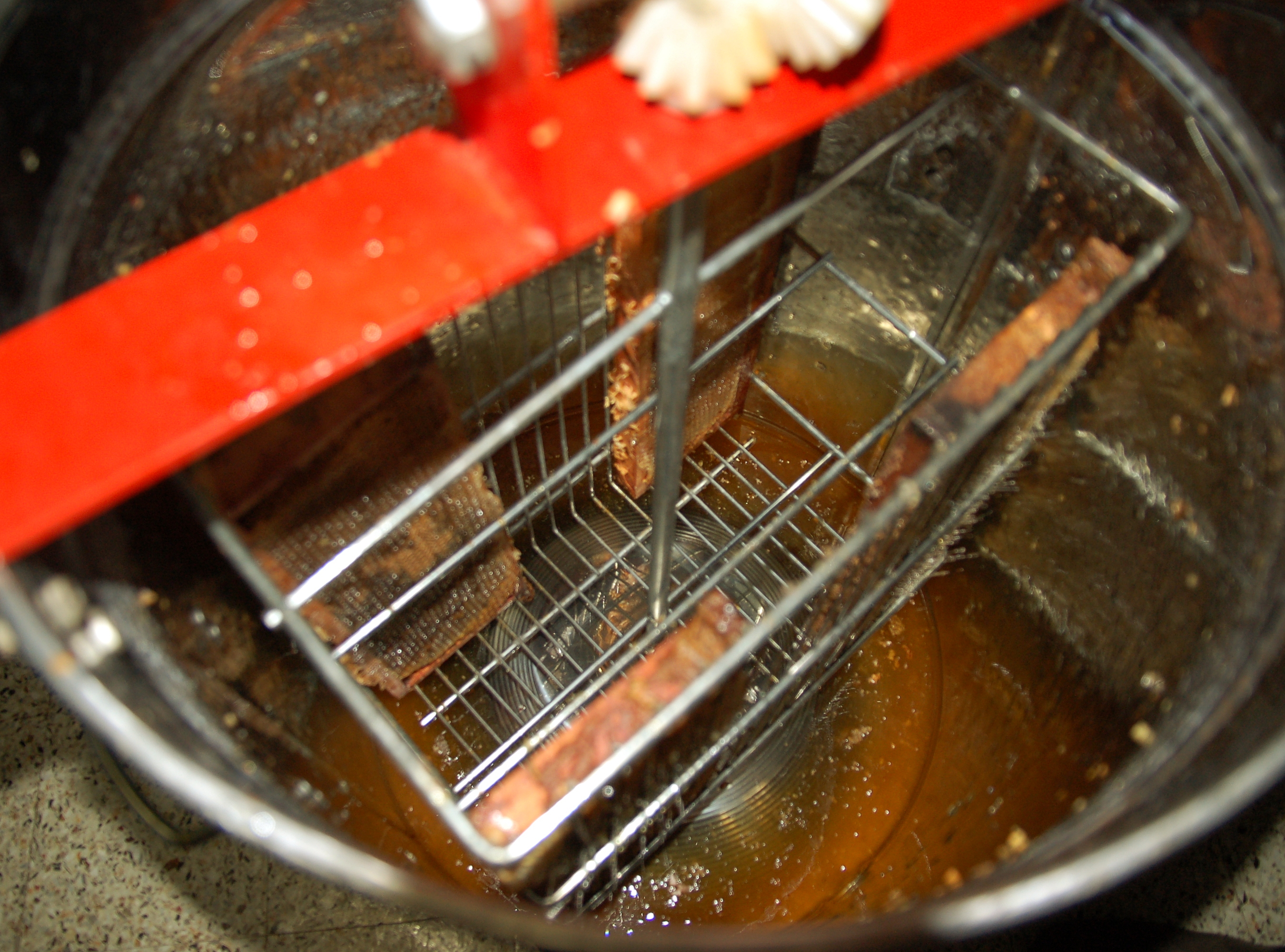
Хордіальна медогонка на дві рамки (вставлено чотири магазинні)
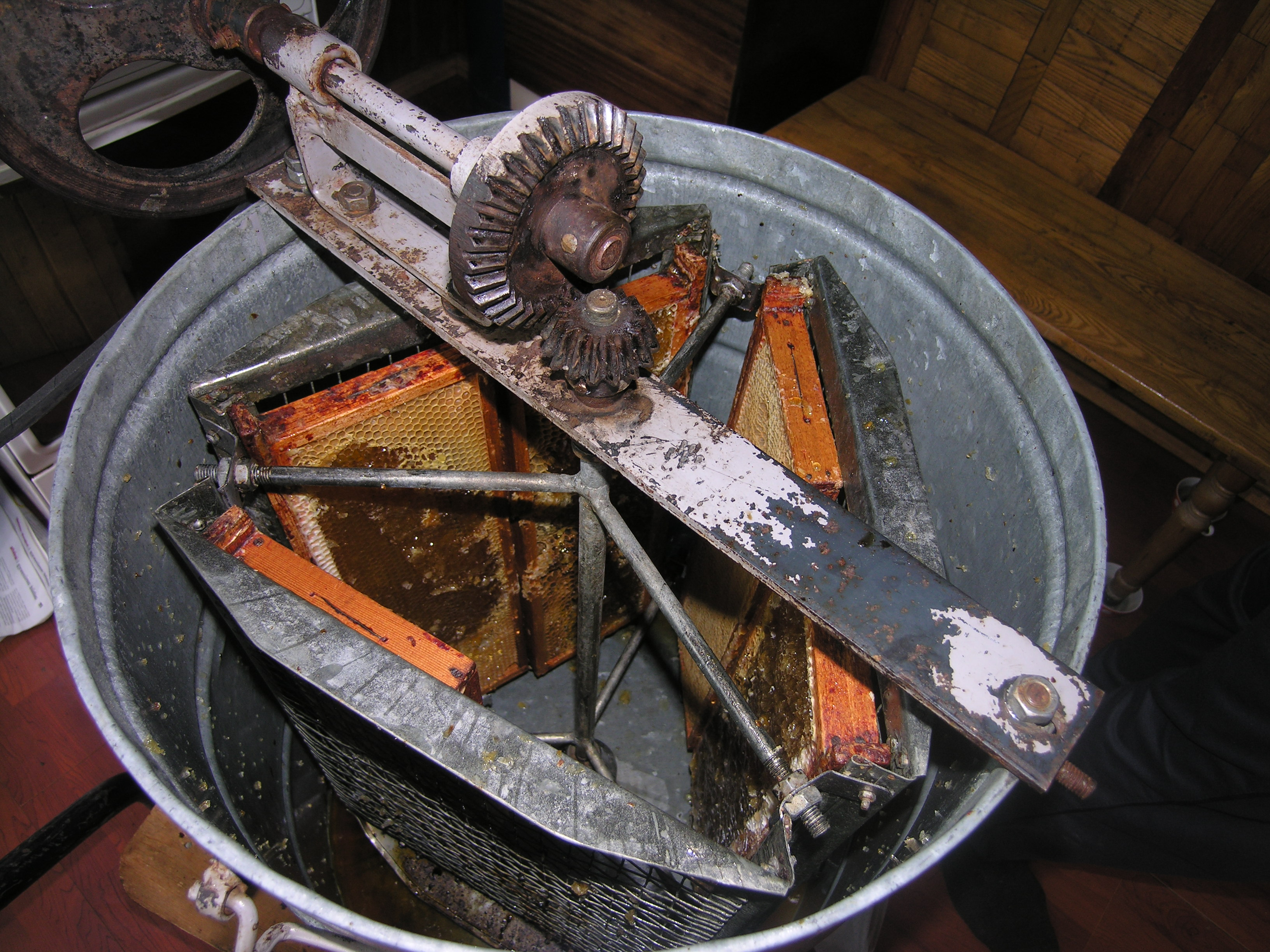
Хордіальна медогонка на три рамки
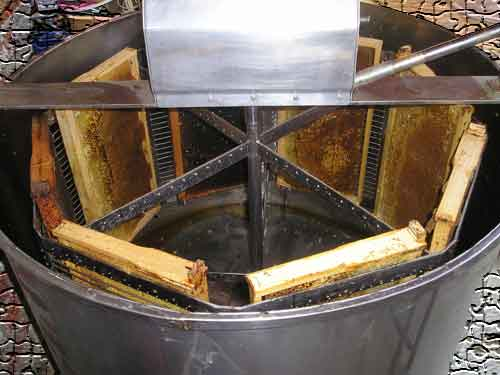
Хордіальна медогонка на вісім рамок
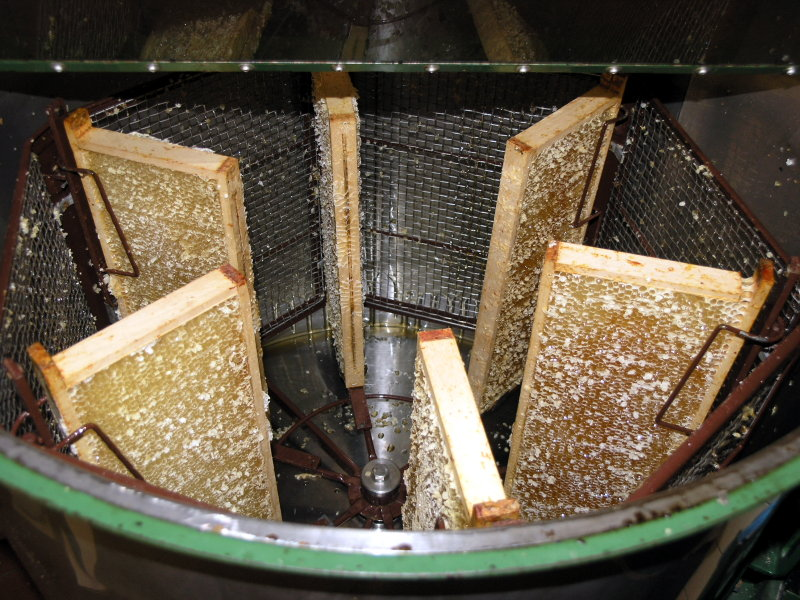
Радіальна медогонка на шість рамок
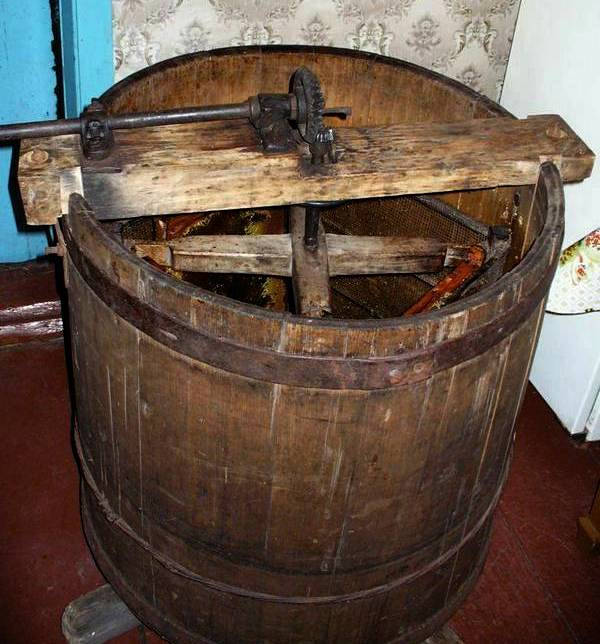
Дерев'яна медогонка
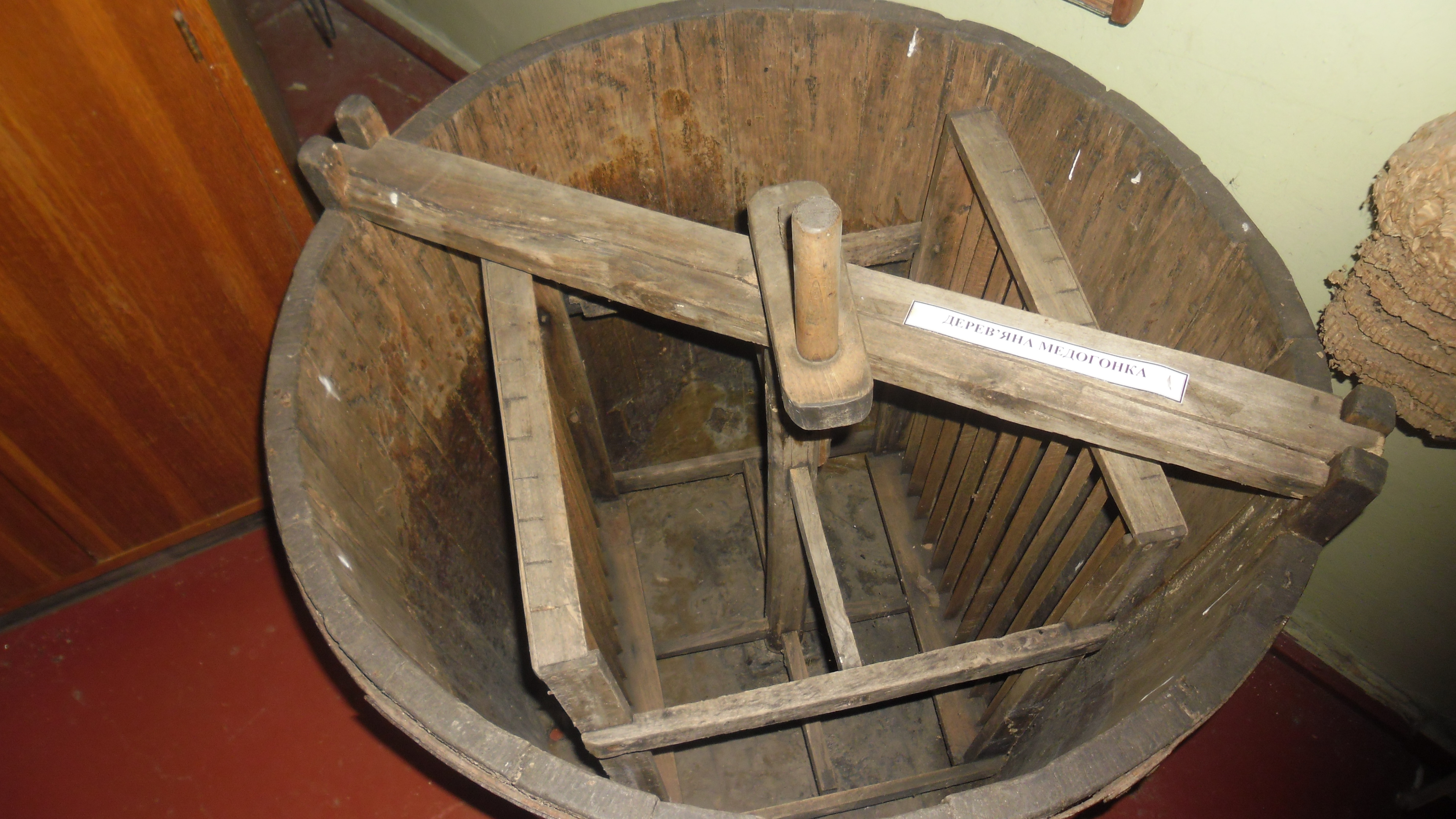
Дерев'яна медогонка - внутрішня будова
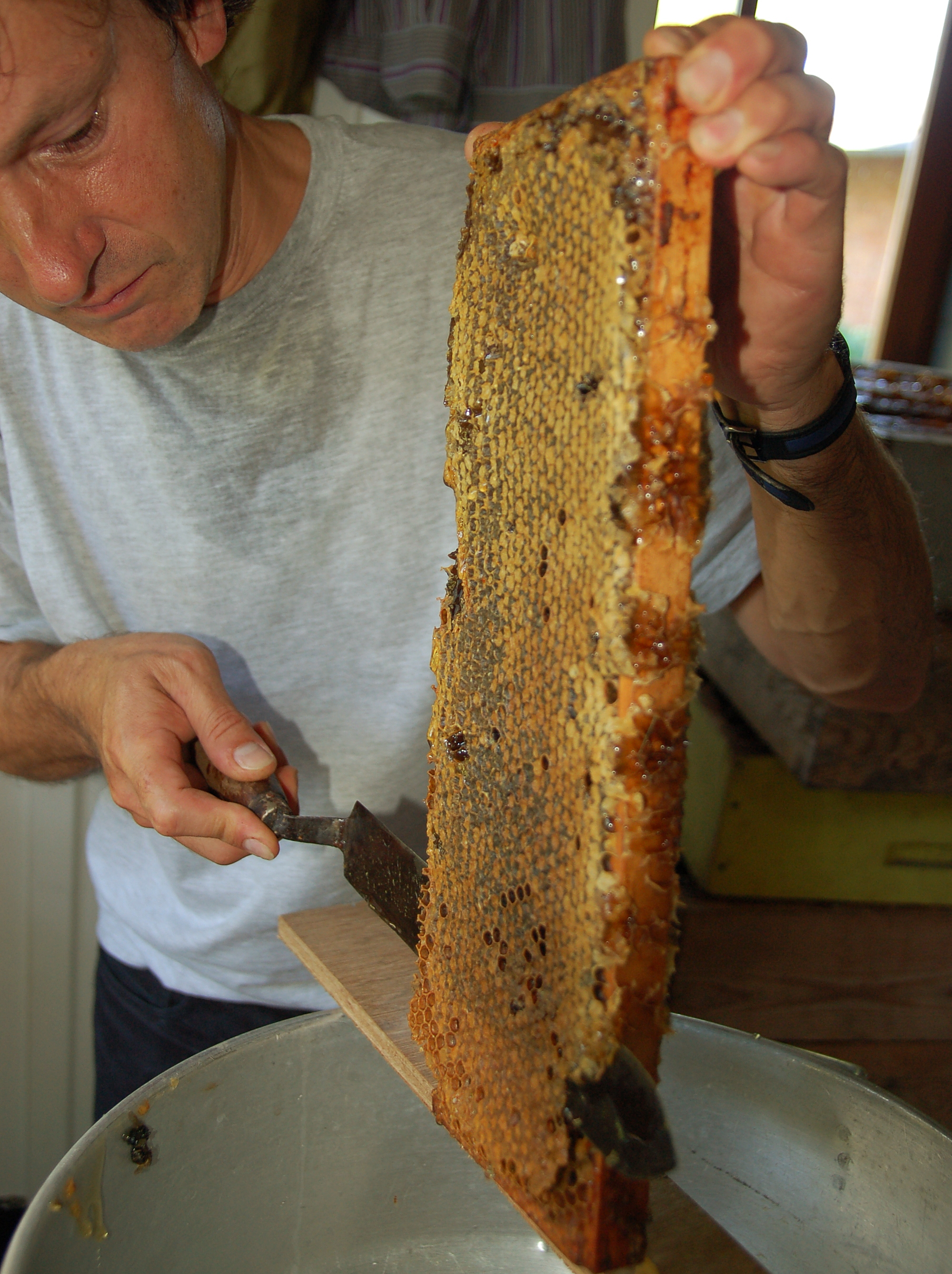
Початок розпечатування стільника пасічницьким ножем
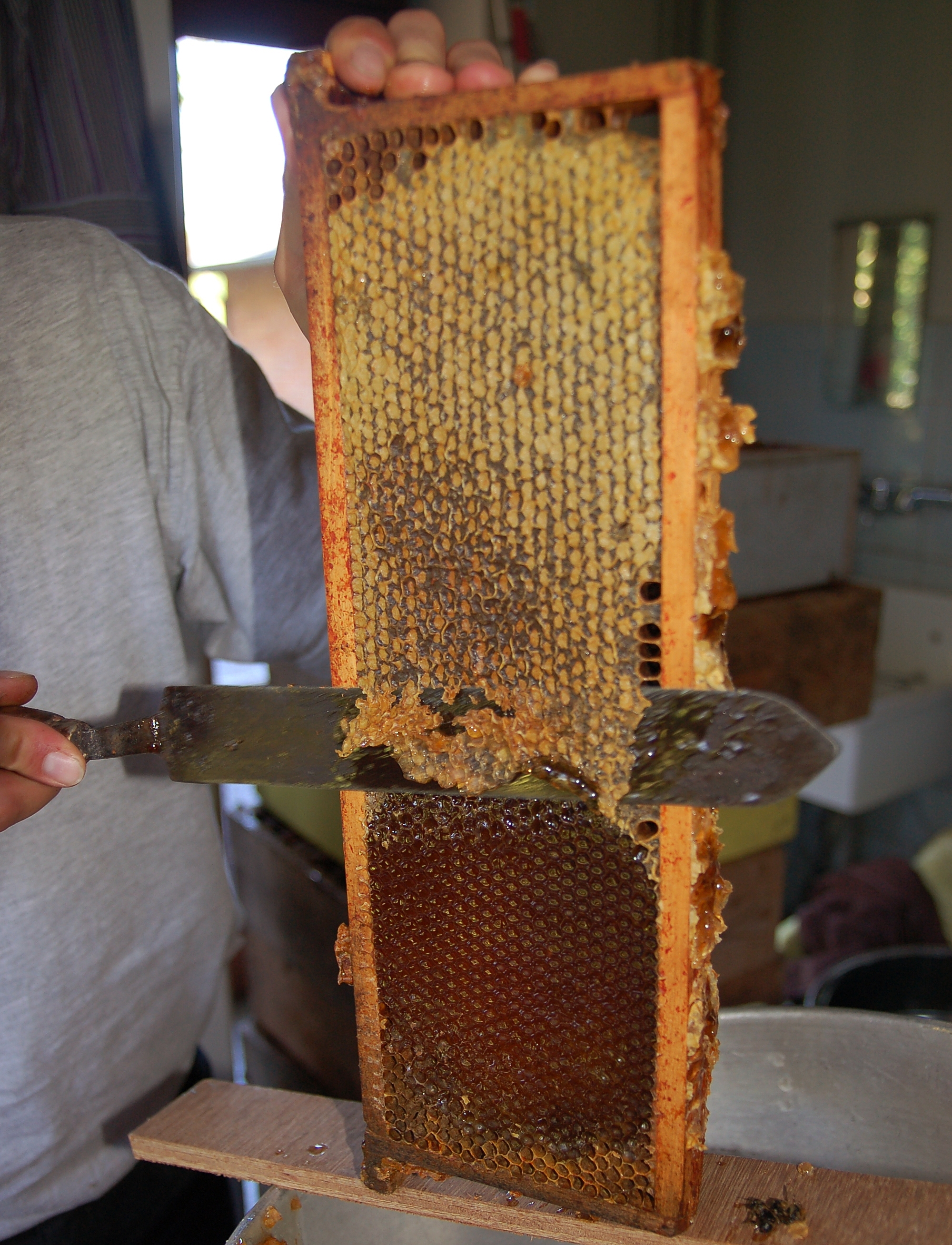
Розпечатування стільника
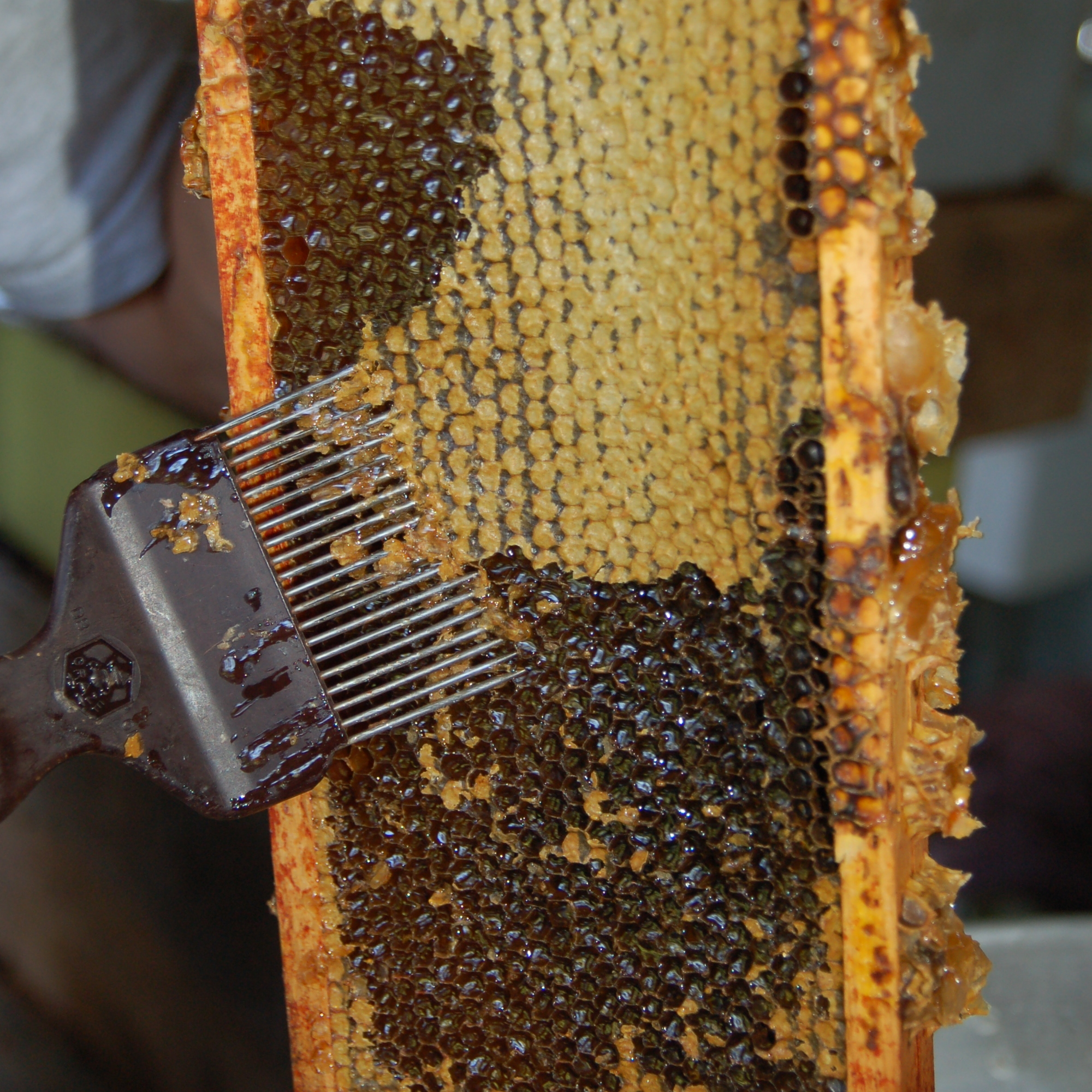
Розпечатування стільника вилкою
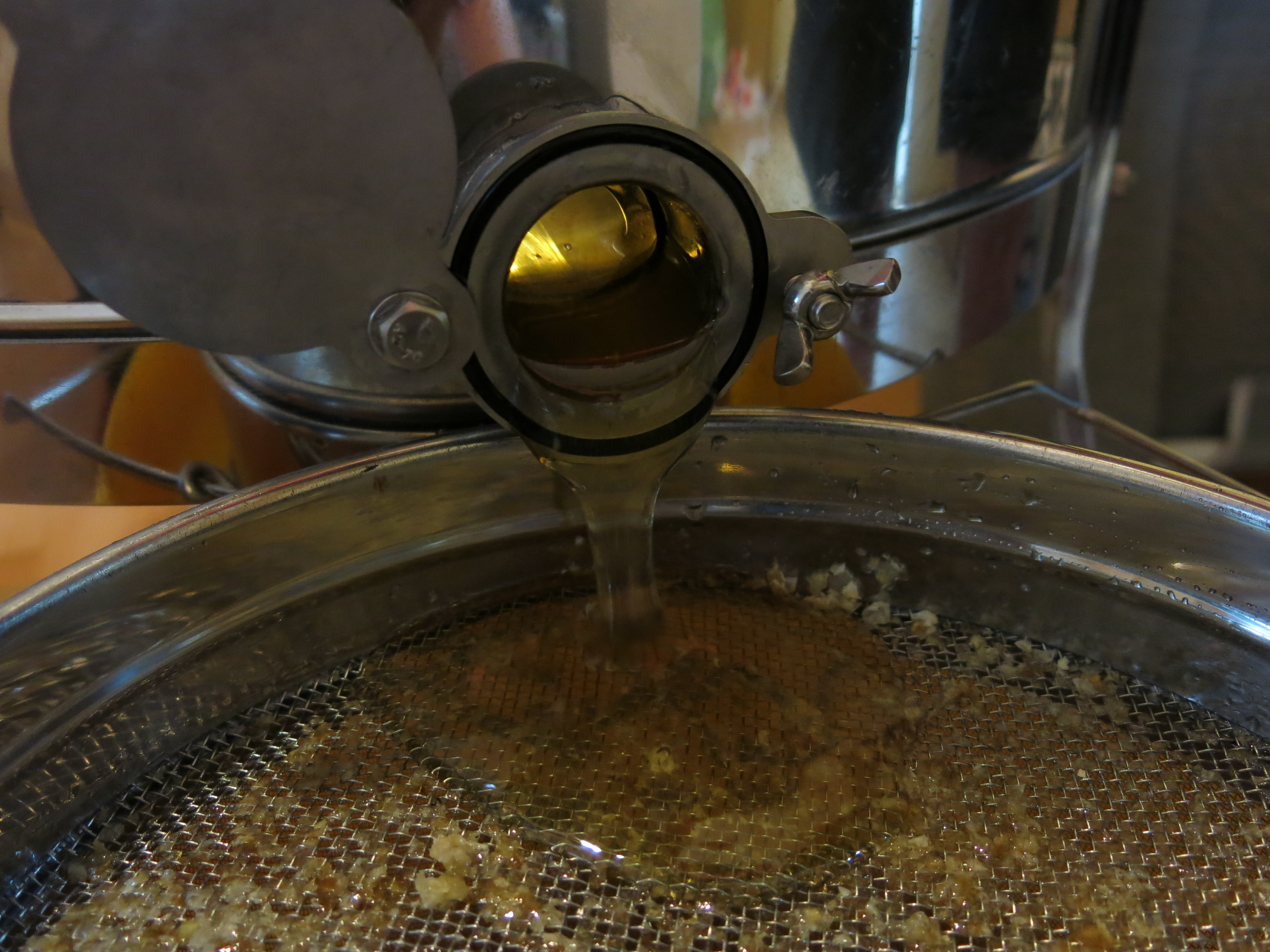
Фільтрування меду крізь сито